# Hovstunnelen
Hovstunnelen (færøsk Hovstunnilin) er vej-tunnelen mellem Øravík og Hov på den sydligste færøske ø Suðuroy. Tunnelen blev indviet den 20. oktober 2007. Det er det islandske firma Ístak, som har stået for arbejdet. Tunnelen afløste den gamle fjeldvej "Hovsegg", som blev taget i brug i 1950'erne.
Før tunnelen blev taget i brug har det ofte været problematisk, særlig i storm, tåge og snevejr, at køre over den smalle fjeldvej, hvor man ofte var nødt til at holde på vigepladser for modgående trafik.
Hovstunnelen kostede 150 millioner DKK, er 2.435 meter lang, 10 meter bred og der er 1.5 meter nødspor i begge sider. Der er vigepladser (nødstilfælde), nødtelefoner og lys i tunnelen.
Selve borearbejdet startede fra Øravík den 23. januar 2006 og i Hov den 24. juli 2006 
- Øravík-siden
- Hov-siden
- Hovsegg, fjeldvejen som tunnellen erstatter
- Området over tunnelen har mange smukke basaltformationer

61°31′07″N 06°47′14″V / 61.51861°N 6.78722°V